# Haplocanthosaurus delfsi
Haplocanthosaurus delfsi es una especie del género extinto Haplocanthosaurus (gr. "lagarto de espinazo simple"), que vivió a finales del período Jurásico, hace aproximadamente 156 y 144 millones de años, en el Kimmeridgiense y el Titoniense, en lo que es hoy Norteamérica. Descrita en 1988, es una segunda especie fue nombrada a partir de material originalmente clasificado por Marsh en 1889 como Morosaurus agilis, bajo el nombre de Haplocanthosaurus delfsi. El espécimen montado de H. delfsi se encuentra en el Museo Historia Natural de Cleveland.